# Брюк, Андрей Фёдорович
Андрей Фёдорович Брюк (15 октября 1905, с. Почино-Софиевка, Екатеринославская губерния — 17 марта 1984, Днепропетровск) — металлург, Герой Социалистического Труда.

## Биография
Андрей Фёдорович Брюк родился в крестьянской семье в с. Почино-Софиевка. Подростком ушёл на заработки в город Екатеринослав, где работал разнорабочим в пекарне, в кожевенном цехе, на продуктовой базе, на металлургическом заводе.
С 22 лет служил в Красной армии в течение двух лет. С октября 1929 года в течение 10 лет работал в старотрубном цехе Нижнеднепровского трубопрокатного завода им. К. Либкнехта. В 1939 году добровольно ушёл служить в 415-й стрелковый полк на Советско-финскую войну. В апреле 1940 года начал работать в трубопрокатном цехе Нижнеднепровского трубопрокатного завода им. К. Либкнехта.
25 августа 1941 года мобилизовался для борьбы с немецкими захватчиками. Служил заместителем командира стрелкового батальона 60-го отделения стрелковой бригады при обороне Москвы, затем командиром 136 сп 46-й стрелковой дивизии Участвовал в обороне Москвы, где был ранен. Из-за тяжёлого ранения и контузии был признан инвалидом.
По поручению горкома партии работал диспетчером на мельзаводе, начальником на обувной фабрике в Днепропетровске. С 1947 года вернулся мастером в трубопрокатный цех Нижнеднепровского трубопрокатного завода им. К. Либкнехта, где проработал до 1960 года. За это время стал лучшим мастером-прокатчиком страны. За что 19 июля 1958 года был признан Героем Социалистического Труда.
С 1960 года ушёл на пенсию. Умер в Днепропетровске 17 марта 1984 года.